# チャクラヴァルティー・ラージャゴーパーラーチャーリー
チャクラヴァルティー・ラージャゴーパーラーチャーリー（タミル語: சக்ரவர்த்தி இராசகோபாலாச்சாரி、ヒンディー語: चक्रवर्ती राजगोपालाचारी、1878年12月10日 - 1972年12月25日）は、インドの政治家・弁護士。最後のインド連邦総督（在位：1948年6月21日 - 1950年1月26日）でもある。

## 経歴
マドラスの大学を出たのち弁護士となり、のち政治家に転身した。インド国民会議派に所属しマドラス管区首相や西ベンガル州知事などの要職を務めた。イギリス領インド帝国からインドが独立する経緯においてインドの総督となる。歴代のインド総督の中では唯一インド人だった人物。